# 西 (白岡市)
西（にし）は、埼玉県白岡市の町名である。町名地番整理実施区域（住居表示未実施）であり、西一丁目から西十丁目までがある。郵便番号は349-0205
（久喜郵便局管轄）。

## 地理
埼玉県の利根地域で、白岡市西部の低地に位置する。東辺には大宮台地（白岡支台）の縁があり、西辺には中川支流の元荒川が流れている。地内はJR白岡駅西方、埼玉県道3号さいたま栗橋線（旧大宮栗橋線）沿いの住宅街である。

### 地価
住宅地の地価は2021年（令和3年）1月1日の公示地価によれば西1丁目10番地1の地点で7万1600円/m2となっている。

## 歴史
1969年（昭和44年）から1977年（昭和52年）にかけて「白岡・篠津土地区画整理事業」が実施され、約96ヘクタールの土地が整備された。区画整理によって、埼玉県道3号さいたま栗橋線を中心に東西に形成された街区が形成された。

### 沿革
- 1977年（昭和52年）11月18日 - 区画整理により、大字白岡、大字篠津の各一部から西一〜十丁目が成立する[7][8]。

### 地名の由来
白岡町の西方に位置することから「西」と命名された。

## 世帯数と人口
2017年（平成29年）10月1日現在の世帯数と人口は以下の通りである。
| 丁目     | 世帯数    | 人口    |
| -------- | --------- | ------- |
| 西一丁目 | 205世帯   | 456人   |
| 西二丁目 | 369世帯   | 999人   |
| 西三丁目 | 267世帯   | 698人   |
| 西四丁目 | 243世帯   | 622人   |
| 西五丁目 | 296世帯   | 735人   |
| 西六丁目 | 165世帯   | 412人   |
| 西七丁目 | 279世帯   | 692人   |
| 西八丁目 | 315世帯   | 851人   |
| 西九丁目 | 261世帯   | 670人   |
| 西十丁目 | 347世帯   | 809人   |
| 計       | 2,747世帯 | 6,944人 |

## 小・中学校の学区
市立小・中学校に通う場合、学区は以下の通りとなる。
| 丁目     | 番地 | 小学校           | 中学校             |
| -------- | ---- | ---------------- | ------------------ |
| 西一丁目 | 全域 | 白岡市立西小学校 | 白岡市立白岡中学校 |
| 西二丁目 | 全域 | 白岡市立西小学校 | 白岡市立白岡中学校 |
| 西三丁目 | 全域 | 白岡市立西小学校 | 白岡市立白岡中学校 |
| 西四丁目 | 全域 | 白岡市立西小学校 | 白岡市立白岡中学校 |
| 西五丁目 | 全域 | 白岡市立西小学校 | 白岡市立白岡中学校 |
| 西六丁目 | 全域 | 白岡市立西小学校 | 白岡市立白岡中学校 |
| 西七丁目 | 全域 | 白岡市立西小学校 | 白岡市立白岡中学校 |
| 西八丁目 | 全域 | 白岡市立西小学校 | 白岡市立白岡中学校 |
| 西九丁目 | 全域 | 白岡市立西小学校 | 白岡市立白岡中学校 |
| 西十丁目 | 全域 | 白岡市立西小学校 | 白岡市立白岡中学校 |

## 交通

### 鉄道
地内に鉄道は敷設されていない。大半の地域ではJR東日本宇都宮線（東北本線）白岡駅が利用されるが、後述のバス路線も無く、駅から徒歩で15分以上かかることから、自家用車で家人に駅まで送り迎えさせるキスアンドライドが多く行われている。そのため、通勤時間帯は白岡駅西口付近が渋滞する。なお、西1丁目10番地1の地点から白岡駅までは、およそ1.6 kmの距離がある。

### バス
2021年7月現在、当地区を走行する路線バスは運行されていない。白岡町内循環バスと称されるコミュニティバスを運行していた時期があったが、2007年（平成19年）3月31日をもって廃止されている。なお、市は「白岡市のりあい交通」と称される利用者登録制のデマンド型交通を運行している。

### 道路
- 埼玉県道3号さいたま栗橋線

## 施設
地内で埼玉県道3号さいたま栗橋線が南北に通じていることから、その沿道を中心にロードサイド店舗が多く出店している。
- 白岡市立西小学校
- 白岡市立西保育所
- はっぴー保育園 白岡園
- 白岡公園
- もみじ公園
- いちょう公園
- あじさい公園
- ツツジヶ丘公園
- しらかば公園